# Квієтизм (філософія)

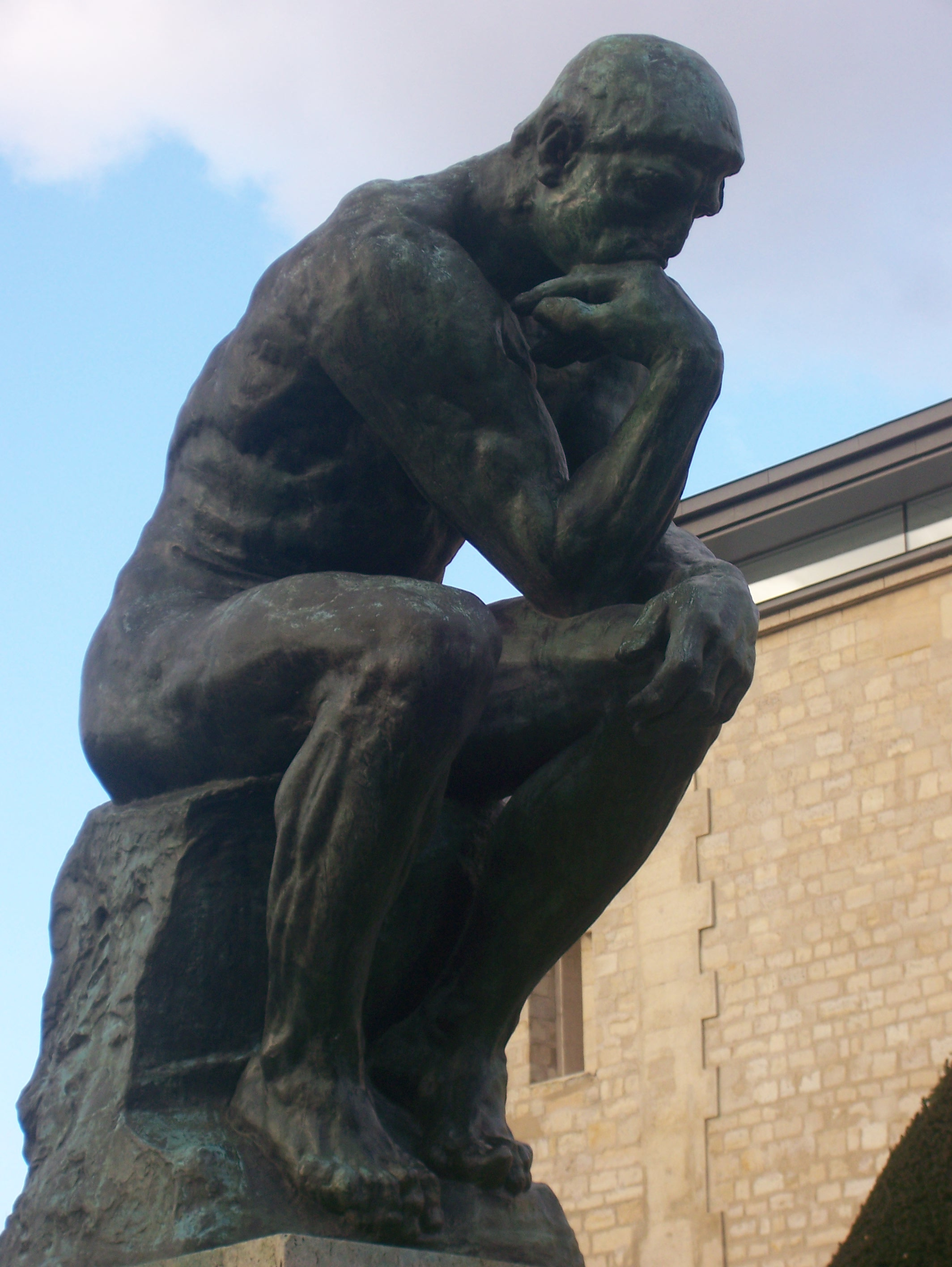
Філософські квієтісти хочуть звільнити людство від глибокого збентеження, яке часто викликається філософським спогляданням.

Квієтизм у філософії розглядає роль філософії як широко терапевтичну або лікувальну. Філософи-квієтисти вважають, що філософія не висуває жодної позитивної тези, а радше її цінність полягає в тому, щоб усунути плутанину в мовних і концептуальних рамках інших дисциплін, включаючи неквієтистську філософію. Для квієтистів просування знань або вирішення дебатів (особливо між реалістами та нереалістами) не є роботою філософії, скоріше філософія має звільняти розум, діагностуючи плутані поняття.

## Статус у філософії
Британський філософ Кріспін Райт сказав, що «квієтизм — це погляд, згідно з яким серйозні метафізичні дебати неможливі».  Це було описано як «погляд або позиція, яка передбачає уникнення суттєвого філософського теоретизування та зазвичай пов’язана з певними формами скептицизму, прагматизму та мінімалізму щодо істини. Зокрема, він виступає проти висунення позитивних тез і розробки конструктивних аргументів».
Квієтизм за своєю природою не є філософською школою, як її розуміють у сенсі систематичного зводу істин. Мета квієтизму — показати, що філософські позиції чи теорії не можуть вирішити проблеми, залагодити дискусії чи просувати знання. 
Його часто піднімають у дискусії як позицію, протилежну як філософському реалізму, так і антиреалізму.  Зокрема, квієтісти заперечують існування будь-яких суттєвих дебатів між позиціями реалізму та нереалізму. Гідеон Розен і Джон Макдауелл пропонують ряд обґрунтувань квієтизму щодо дебатів про реалізм.

## Історія та прихильники

### Стародавні прихильники
Пірронізм є, мабуть, найранішим прикладом квієтистської позиції на Заході. Філософ-пірроніст Секст Емпірик описав пірронізм як форму філософської терапії:
Причинний принцип скептицизму, як ми кажемо,  полягає в надії досягнути атараксії (незворушності). Талановиті люди, стурбовані аномаліями в речах і спантеличені тим, до яких з них варто схилитися, прийшли досліджувати, що в речах істинне, а що хибне, думаючи, що, вирішуючи ці проблеми, вони досягнуть атараксії. Головний конститутивний принцип скептицизму полягає в твердженні, що кожній думці протистоїть рівнозначна думка; саме з цього, ми вважаємо, постає відсутність переконань.— Секст Емпірик, Нариси пірронізму, книга I, розділ 12
Деякі дослідники вважають епікурейців ще одними ранніми прихильниками квієтизму. 
Метою епікурейської філософії є безсумнівно квієтістські цілі апонії (свободи від болю) та атараксії, і навіть відкидання стоїчної логіки як марної. 
Філософ-неоконфуціанець Чен Хао також  захищав квієтизм. Він стверджував, що метою людського існування має бути заспокоєння природних упереджень і прийняття безстороннього спокою. Це уникнення упередженості, тим не менш, дуже відрізняється від позиції Вітгенштайна.

### Сучасні прихильники
Сучасні дискусії про квієтизм можна простежити до Людвіга Вітгенштайна, чиї праці значно вплинули на філософів  буденної мови. Хоча сам Вітгенштайн не виступав за квієтизм, він висловлював співчуття цій точці зору. Одна з ранніх праць щодо «буденної мови», Концепція розуму Гілберта Райла, намагалася продемонструвати, що дуалізм виникає через невміння розуміти, що ментальний словник і фізичний словник — це просто різні способи опису одне й те саме явище, а саме людську поведінку. Дж. Л. Остін у своїй книзі Сенс і сприйняття застосував подібний підхід до проблем скептицизму та надійності чуттєвого сприйняття, стверджуючи, що вони виникають лише через неправильне тлумачення звичайної мови, а не тому, що в емпіричних доказах є щось справді неправильне. Норман Малкольм, друг Вітгенштайна, дотримувався квієтістського підходу до скептичних проблем у філософії розуму.
Зовсім недавно філософи Джон Макдауелл, Ірад Кімхі, Сабіна Ловібонд, Ерік Маркус, Гідеон Розен і певною мірою Річард Рорті зайняли відверто квієтистські позиції. Піт Мандік обстоював позицію кваліа квієтизму щодо важкої проблеми свідомості.

## Різновиди квієтизму
Деякі філософи пропонують застосування квієтизму щодо конкретних тем, таких як реалізм або істина. Цих позицій можна дотримуватися незалежно від погляду на роль квієтизму щодо всього проекту філософії.

### Стосовно реалізму
Можна бути реалістом щодо низки предметів у філософії від етики та естетики до науки та математики. Реалісти стверджують, що дана концепція існує, має певні властивості і певним чином не залежить від розуму, тоді як нереалісти заперечують це твердження. Квієтисти займають третю позицію, стверджуючи, що між реалістами та нереалістами немає справжньої дискусії з даного питання.  Версія цієї позиції, яку дотримується Джон Макдауелл, стверджує, що дебати ґрунтуються на тезах про зв’язок між розумом і навколишнім світом, які не підтримуються або не підтримуються, і без цих тверджень дискусії не буде. Інші, такі як Гідеон Розен, виступають більш конкретно проти окремих випадків дебатів про реалізм.

### Стосовно істини
Квієтизм щодо істини є версією теорії тотожності істини. Зокрема, Дженніфер Горнсбі та Джон Макдауелл заперечують будь-який онтологічний розрив між тим, що ми вважаємо істиною, і тим, що є насправді. Квієтисти про істину заперечують розрізнення між носіями істини та правдотворцями, яке веде до кореспондентної теорії істини. Скоріше вони стверджують, що таку відмінність слід усунути, правдиві твердження — це просто правдиве мислення про світ. Метою цих думок є не носії правди, а скоріше самі факти світу.